# Sociaal-cognitieve leertheorie
De sociaal-cognitieve leertheorie van Albert Bandura tracht het leren binnen de natuurlijke omgeving van de lerende te beschrijven. De theorie is niet eenduidig te situeren. De benaming verwijst naar zowel het behavioristische als cognitivistische referentiekader.
Albert Bandura beschouwt het leren als een interactie tussen
- de omgeving
- persoonlijke factoren
- het gedrag (waaronder ook de cognitieve processen) van de lerende.

Binnen de theorie krijgen de begrippen 'observationeel leren' en 'modelleren' een centrale plaats.
Deze sociaal-cognitieve leertheorie van Albert Bandura kon zich niet verenigen met de andere conditioneringstheorieën doordat hij, in tegenstelling tot de andere, wel onderscheid maakte tussen mens en dier. Hij benadrukte dat de mensen cognitieve wezens zijn. Hierdoor kunnen mensen kortetermijnbeloningen vervangen door lange termijnbeloningen. Dit impliceert dat ook langetermijnbeloningen het gedrag kunnen sturen en een motiverende werking kunnen hebben.
Ook kunnen mensen leren door na te doen (modeling genoemd, maar ook observatieleren of sociaal leren). Dat is simpelweg het waarnemen van het gedrag van een ander, het onthouden daarvan en het op een later tijdstip uitvoeren ervan. Aspecten van invloed op modeling zijn: 1. overeenkomst in eigenschappen tussen model en observant, 2. zien van opbrengsten en 3. vertonen van gedrag door meer personen.